# Almira (keresztnév)
Az Almira az arab eredetű spanyol Elmira név alakváltozata, jelentése: hercegnő.

## Rokon nevek
Elmira

## Gyakorisága
Az újszülötteknek adott nevek körében az 1990-es évekbeni előfordulásáról nincs adat. A 2000-es és a 2010-es években sem szerepelt a 100 leggyakrabban adott női név között.
A teljes népességre vonatkozóan az Almira sem a 2000-es, sem a 2010-es években nem szerepelt a 100 leggyakrabban viselt női név között.

## Névnapok
március 9., május 28., augusztus 25.

## Híres Almirák
- Almira Skripchenko francia sakkozó
- Almira Emiri albán zongorista.